# Gruta de Lourdes (estación)
Gruta de Lourdes es una estación ferroviaria perteneciente a la red del Metro de Santiago, en la ciudad capital de Chile. Está ubicada en la comuna de Quinta Normal, en la intersección de Avenida San Pablo con la calle Patria Nueva, cerca de la Autopista Central - Eje General Velásquez.

## Características y entorno
Pertenece a la Línea 5 y está en subterráneo entre las estaciones Blanqueado y Quinta Normal. En sus alrededores está el Internado Nacional Barros Arana y la Basílica de Lourdes. Tiene una superficie de 2900 m².
El 18 de octubre de 2019, en el marco de las protestas en Chile, la estación sufrió un incendio que afectó la mezzanina y la boletería, lo que impidió su funcionamiento normal hasta el 21 de noviembre, fecha en que fue reabierta al público.

### Accesos
| Acceso | Intersección                    |
| ------ | ------------------------------- |
| A      | San Pablo con Alcérrea          |
| B      | Patria Nueva con San Gumercindo |
| C      | Patria Nueva con San Gumercindo |

## Origen etimológico
Su nombre se debe a la Gruta de Lourdes, singular templo al aire libre que emula a la gruta de las apariciones de la Virgen María como la Inmaculada Concepción a Bernadette Soubirous en 1858, ubicada en la ciudad francesa de Lourdes. Está ubicada en el Paseo Lourdes, a unos pocos metros de la intersección de General Velásquez y San Pablo, donde se encuentra ubicada la estación. La gruta forma parte de un complejo religioso mayor conformado por esta y la basílica homónima de estilo gótico-bizantino que la enfrenta, denominado Santuario de Lourdes. La gruta es considerado el corazón del santuario y de allí el nombre de la estación.

## Galería

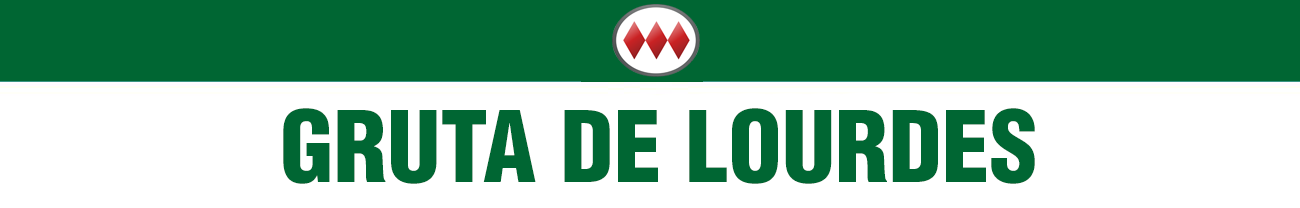
Cenefa utilizada actualmente en los andenes.

## Conexión con Red Metropolitana de Movilidad
La estación posee 8 paraderos de la Red Metropolitana de Movilidad en sus alrededores (sin la existencia del paradero 6), los cuales corresponden a:
| Paradero/ Código                                | Recorridos |
| ----------------------------------------------- | --- |
| Parada 1 / Metro Gruta de Lourdes (PJ45)        | 105 (Renca) - 109 (Renca) - 120 (Renca) - B28 (Huamachuco) - J01 (Pudahuel Sur) - J05 (El Montijo)                                                   |
| Parada 2 / Metro Gruta de Lourdes (PJ97)        | 109 (Maipú) - 313e (Estación Central) - 505 (Peñalolén) - 508 (Av. Las Torres) - 513 (José Arrieta) - J05 (Metro ULA) - J16 (Metro Estación Central) |
| Parada 3 / Metro Gruta de Lourdes (PJ51)        | 402 (Centro) - 406 (Cantagallo) - 422 (La Reina) - 426 (La Dehesa)                                                                                   |
| Parada 4 / Metro Gruta de Lourdes (PJ58)        | 109 (Renca) - 514 (Enea)* - J01 (Pudahuel Sur) - J05 (Costanera Sur) - J16 (Cerro Navia) - J19 (Pudahuel Sur)*                                       |
| Parada 5 / Metro Gruta de Lourdes (PJ41)        | 105 (Lo Espejo) - 120 (Metro La Cisterna) - 407 (Las Condes)                                                                                         |
| Parada 7 / Metro Gruta de Lourdes (PJ1731)      | 407 (Enea) - J16 (Cerro Navia) |
| Av. Coronel Robles / esq. Edison (PJ455)        | 105 (Lo Espejo) - 109 (Maipú) - 120 (Metro La Cisterna) - 505 (Peñalolén) - 508 (Av. Las Torres) - 513 (José Arrieta)                                |
| Córdova y Figueroa / esq. Av. San Pablo (PJ741) | J05 (Metro ULA) |
| Villasana / esq. Av.San Pablo (PJ586)           | J01 (Metro Quinta Normal) |

(*) Solo tiene parada de lunes a viernes de 07:30 a 10:00 horas